# Jasmina Suter
Jasmina Suter (ur. 16 kwietnia 1995) – szwajcarska narciarka alpejska, dwukrotna medalistka mistrzostw świata juniorów i brązowa medalistka igrzysk olimpijskich młodzieży.

## Kariera
Po raz pierwszy na arenie międzynarodowej Jasmina Suter pojawiła się 23 listopada 2010 roku w Zinal, gdzie w zawodach FIS Race nie ukończyła pierwszego przejazdu slalomu. W styczniu 2012 roku wystartowała na igrzyskach olimpijskich młodzieży w Innsbrucku, gdzie wywalczyła brązowy medal w gigancie. Dwa miesiące później wzięła udział w mistrzostwach świata juniorów w Roccaraso, gdzie wspólnie z kolegami z reprezentacji zdobyła brązowy medal w rywalizacji drużynowej. Jeszcze trzykrotnie startowała na imprezach tego cyklu, najlepszy indywidualny wynik osiągając podczas mistrzostw świata juniorów w Soczi w 2016 roku, gdzie zwyciężyła w gigancie.
W zawodach Pucharu Świata zadebiutowała 9 marca 2013 roku w Ofterschwang, gdzie nie zakwalifikowała się do pierwszego przejazdu giganta. Pierwsze pucharowe punkty wywalczyła 24 października 2015 roku w Sölden, zajmując 20. miejsce w tej samej konkurencji.
Podczas rozgrywanych w 2021 roku mistrzostw świata w Cortina d’Ampezzo zajęła 18. miejsce w zjeździe.
Jej siostry Juliana i Raphaela także uprawiają narciarstwo alpejskie. Nie jest za to spokrewniona z innymi szwajcarskimi alpejkami: Fabienne Suter i Corinne Suter.

## Osiągnięcia

### Mistrzostwa świata juniorów
| Miejsce | Dzień     | Rok  | Miejscowość | Konkurencja     | Czas biegu  | Strata  | Zwyciężczyni         |
| ------- | --------- | ---- | ----------- | --------------- | ----------- | ------- | -------------------- |
| DNF1    | 1 marca   | 2012 | Roccaraso   | Slalom          | 1:42,69 min | -       | Stephanie Brunner    |
| 22.     | 5 marca   | 2012 | Roccaraso   | Supergigant     | 1:06,99 min | +1,32 s | Annie Winquist       |
| 3.      | 5 marca   | 2012 | Roccaraso   | Drużynowo       | ?           | ?       | Słowenia             |
| DNF1    | 21 lutego | 2013 | Québec      | Slalom          | 1:52,10 min | -       | Magdalena Fjällström |
| 6.      | 22 lutego | 2013 | Québec      | Gigant          | 2:22,23 min | +1,44 s | Lisa-Maria Zeller    |
| 11.     | 24 lutego | 2013 | Québec      | Supergigant     | 1:00,89 min | +1,63 s | Stephanie Venier     |
| 19.     | 26 lutego | 2013 | Québec      | Zjazd           | 1:11,18 min | +1,33 s | Jennifer Piot        |
| 5.      | 27 lutego | 2014 | Jasná       | Gigant          | 1:52,86 min | +2,41 s | Marta Bassino        |
| 15.     | 28 lutego | 2014 | Jasná       | Slalom          | 1:36,09 min | +3,59 s | Petra Vlhová         |
| 28.     | 3 marca   | 2014 | Jasná       | Supergigant     | 1:14,71 min | +2,05 s | Corinne Suter        |
| 15.     | 3 marca   | 2014 | Jasná       | Superkombinacja | 2:11,34 min | +2,54 s | Elisabeth Kappauer   |
| 14.     | 27 lutego | 2016 | Soczi       | Zjazd           | 1:13,95 min | +1,17 s | Valérie Grenier      |
| 9.      | 29 lutego | 2016 | Soczi       | Supergigant     | 1:10,48 min | +1,21 s | Nina Ortlieb         |
| DNF2    | 1 marca   | 2016 | Soczi       | Superkombinacja | 1:59,32 min | -       | Aline Danioth        |
| 1.      | 2 marca   | 2016 | Soczi       | Gigant          | 2:12,39 min | -       | -                    |
| DNF1    | 5 marca   | 2016 | Soczi       | Slalom          | 1:37,41 min | -       | Elisabeth Willibald  |

### Igrzyska olimpijskie młodzieży
| Miejsce | Dzień       | Rok  | Miejscowość | Konkurencja     | Czas biegu  | Strata  | Zwyciężczyni         |
| ------- | ----------- | ---- | ----------- | --------------- | ----------- | ------- | -------------------- |
| DNF1    | 14 stycznia | 2012 | Innsbruck   | Supergigant     | 1:05,78 min | -       | Estelle Alphand      |
| DNF2    | 15 stycznia | 2012 | Innsbruck   | Superkombinacja | 1:40,82 min | -       | Magdalena Fjällström |
| 3.      | 18 stycznia | 2012 | Innsbruck   | Gigant          | 1:56,13 min | +0,32 s | Clara Direz          |
| 4.      | 20 stycznia | 2012 | Innsbruck   | Slalom          | 1:19,76 min | +1,88 s | Petra Vlhová         |

### Puchar Świata

#### Miejsca w klasyfikacji generalnej
- sezon 2012/2013: -
- sezon 2013/2014: -
- sezon 2014/2015: -
- sezon 2015/2016: 105.
- sezon 2016/2017: 100.
- sezon 2017/2018: -
- sezon 2018/2019: 91.
- sezon 2019/2020: 94.
- sezon 2020/2021: 45.
- sezon 2021/2022: 66.

#### Miejsca na podium w zawodach
Suter nie stawała na podium zawodów PŚ.